# جون برنارد ماكدويل
جون برنارد ماكدويل (بالإنجليزية: John Bernard McDowell)‏ هو كاهن كاثوليكي أمريكي، ولد في 17 يوليو 1921، وتوفي في 25 فبراير 2010 في بيتسبرغ في الولايات المتحدة.